# Център за изследвания на НЛО
Центърът за изучаване НЛО (CUFOS) е създаден от Джозеф Алън Хайнек през 1973 г.
Тогава той е в Катедрата по астрономия в Северозападния университет, Чикаго. Хайнек създава организацията с помощта на Шърман Ларсен, който по онова време ръководи малка група от уфолози, които правят своите наблюдения и проучвания предимно в предградията на града.
CUFOS е замислен като място, в което учени и хора, занимаващи се с НЛО, ще могат да търсят истината за „летящите чинии“.